# Campionati mondiali juniores di slittino 2019
I Campionati mondiali juniores di slittino 2019 sono stati la trentaquattresima edizione della rassegna iridata juniores dello slittino, manifestazione organizzata annualmente dalla Federazione Internazionale Slittino, si tennero il 1º e il 2 febbraio 2019 a Innsbruck, in Austria, sulla pista di Igls, la stessa sulla quale si svolsero le rassegne iridate di categoria del 1994, del 1999, del 2002, del 2010 e del 2014; furono disputate gare in quattro differenti specialità: nel singolo uomini, nel singolo donne, nel doppio e nella prova a squadre.
Vincitrice del medagliere fu la nazionale tedesca, che conquistò tre titoli sui quattro in palio e cinque medaglie sulle dodici assegnate in totale: quelle d'oro furono ottenute da Max Langenhan nel singolo uomini, da Cheyenne Rosenthal nell'individuale donne e da Hannes Orlamünder e Paul Gubitz nel doppio; nella prova a squadre la vittoria andò alla squadra austriaca formata da Lisa Schulte, Bastian Schulte, Juri Gatt e Riccardo Schöpf.
Gli atleti che riuscirono a salire per due volte sul podio in questa rassegna iridata furono i tedeschi Langenhan, Rosenthal, Orlamünder e Gubitz, l'austriaco Bastian Schulte e i russi Dmitrij Bučnev e Daniil Kil'seev.

## Risultati

### Singolo uomini
La gara fu disputata il 1º febbraio 2019 nell'arco di due manches e presero parte alla competizione 41 atleti in rappresentanza di 17 differenti nazioni; campione uscente era il tedesco Max Langenhan, che riconfermò il titolo ottenuto ad Altenberg 2018 davanti all'austriaco Bastian Schulte e all'italiano Lukas Gufler, entrambi alla loro prima medaglia mondiale di categoria nella specialità.
| Pos. | Atleti              | Nazione    | Tempo    | Distacco |
| ---- | ------------------- | ---------- | -------- | -------- |
|      | Max Langenhan       | Germania   | 1'41"403 |          |
|      | Bastian Schulte     | Austria    | 1'41"746 | +0"343   |
|      | Lukas Gufler        | Italia     | 1'41"931 | +0"528   |
| 4    | Moritz Bollmann     | Germania   | 1'42"104 | +0"701   |
| 5    | David Nößler        | Germania   | 1'42"137 | +0"734   |
| 6    | Florian Müller      | Germania   | 1'42"247 | +0"844   |
| 7    | Aleksej Dmitriev    | Russia     | 1'42"353 | +0"950   |
| 8    | Gints Bērziņš       | Lettonia   | 1'42"489 | +1"086   |
| 9    | Matvej Perestoronin | Russia     | 1'42"650 | +1"247   |
| 10   | Marián Skupek       | Slovacchia | 1'42"651 | +1"248   |

### Singolo donne
La gara fu disputata il 1º febbraio 2019 nell'arco di due manches e presero parte alla competizione 53 atlete in rappresentanza di 20 differenti nazioni; campionessa uscente era la tedesca Jessica Tiebel, non presente alla competizione, e il titolo fu conquistato dalla connazionale Cheyenne Rosenthal davanti all'italiana Verena Hofer, entrambe alla loro prima medaglia mondiale di categoria nella specialità, e all'altra teutonica Jessica Degenhardt, già sul podio ad Altenberg 2018.
| Pos. | Atleti             | Nazione     | Tempo    | Distacco |
| ---- | ------------------ | ----------- | -------- | -------- |
|      | Cheyenne Rosenthal | Germania    | 1'21"364 |          |
|      | Verena Hofer       | Italia      | 1'21"388 | +0"024   |
|      | Jessica Degenhardt | Germania    | 1'21"438 | +0"074   |
| 4    | Ashley Farquharson | Stati Uniti | 1'21"461 | +0"097   |
| 5    | Tat'jana Cvetova   | Russia      | 1'21"486 | +0"122   |
| 6    | Nina Zöggeler      | Italia      | 1'21"741 | +0"377   |
| 7    | Djana Loginova     | Russia      | 1'21"787 | +0"423   |
| 8    | Merle Fräbel       | Germania    | 1'21"882 | +0"518   |
| 9    | Marion Oberhofer   | Italia      | 1'22"019 | +0"655   |
| 10   | Hannah Prock       | Austria     | 1'22"071 | +0"707   |

### Doppio
La gara fu disputata il 2 febbraio 2019 nell'arco di due manches e presero parte alla competizione 24 doppi in rappresentanza di 13 differenti nazioni; campioni uscenti erano gli italiani Ivan Nagler e Fabian Malleier, non presenti alla competizione, e il titolo fu conquistato dai tedeschi Hannes Orlamünder e Paul Gubitz, già campioni a Sigulda 2017, davanti alle due coppie russe composte da Dmitrij Bučnev e Daniil Kil'seev e da Andrej Šander e Semën Mikov, tutti e quattro alla loro prima medaglia mondiale di categoria nella specialità.
| Pos. | Atleti                                   | Nazione     | Tempo    | Distacco |
| ---- | ---------------------------------------- | ----------- | -------- | -------- |
|      | Hannes Orlamünder Paul Gubitz            | Germania    | 1'20"623 |          |
|      | Dmitrij Bučnev Daniil Kil'seev           | Russia      | 1'20"830 | +0"207   |
|      | Andrej Šander Semën Mikov                | Russia      | 1'21"198 | +0"575   |
| 4    | Max Ewald Jakob Jannusch                 | Germania    | 1'21"220 | +0"597   |
| 5    | Tomáš Vaverčák Matej Zmij                | Slovacchia  | 1'21"247 | +0"624   |
| 6    | Mārtiņš Bots Roberts Plūme               | Lettonia    | 1'21"335 | +0"712   |
| 7    | Juri Gatt Riccardo Schöpf                | Austria     | 1'21"599 | +0"976   |
| 8    | Eduards Ševics-Mikeļševics Lūkass Krasts | Lettonia    | 1'21"709 | +1"086   |
| 9    | Ihor Hoi Myroslav Levkovyč               | Ucraina     | 1'21"771 | +1"148   |
| 10   | Dana Kellogg Duncan Segger               | Stati Uniti | 1'21"822 | +1"199   |

### Gara a squadre
La gara fu disputata il 2 febbraio 2019 e ogni squadra nazionale prese parte alla competizione con una sola formazione; nello specifico la prova vide la partenza di una "staffetta" composta da una singolarista donna e un singolarista uomo, nonché da un doppio per ognuna delle 13 formazioni in gara, che scesero lungo il tracciato consecutivamente senza interruzione dei tempi tra un atleta e l'altro; il tempo totale così ottenuto laureò campione la nazionale austriaca di Lisa Schulte, Bastian Schulte, Juri Gatt e Riccardo Schöpf davanti alla squadra tedesca composta da Cheyenne Rosenthal, Max Langenhan, Hannes Orlamünder e Paul Gubitz e a quella russa formata da Tat'jana Cvetova, Aleksej Dmitriev, Dmitrij Bučnev e Daniil Kil'seev.
| Pos. | Squadra     | Atleti                                                              | Tempo    | Distacco |
| ---- | ----------- | ------------------------------------------------------------------- | -------- | -------- |
|      | Austria     | Lisa Schulte Bastian Schulte Juri Gatt / Riccardo Schöpf            | 2'10"926 |          |
|      | Germania    | Cheyenne Rosenthal Max Langenhan Hannes Orlamünder / Paul Gubitz    | 2'10"954 | +0"028   |
|      | Russia      | Tat'jana Cvetova Aleksej Dmitriev Dmitrij Bučnev / Daniil Kil'seev  | 2'11"174 | +0"248   |
| 4    | Lettonia    | Anda Upīte Gints Bērziņš Eduards Ševics-Mikeļševics / Lūkass Krasts | 2'11"894 | +0"968   |
| 5    | Stati Uniti | Ashley Farquharson Sean Hollander Dana Kellogg / Duncan Segger      | 2'12"225 | +1"299   |
| 6    | Ucraina     | Julianna Tunyc'ka Oleh-Roman Pylypiv Ihor Hoi / Myroslav Levkovyč   | 2'13"012 | +2"086   |
| 7    | Polonia     | Klaudia Domaradzka Kacper Tarnawski Jakub Karaś / Mateusz Karaś     | 2'13"256 | +2"330   |
| 8    | Canada      | Samantha Judson Colton Clarke Caitlin Nash / Natalie Corless        | 2'13"392 | +2"466   |
| 9    | Rep. Ceca   | Michaela Maršíková Jan Čežík Marketa Nováková / Anna Vejdělková     | 2'16"843 | +5"917   |
| 10   | Bulgaria    | Detelina Marinova Nedyalko Ivanov Milen Milanov / Ivailo Stamenov   | 2'22"219 | +11"293  |

## Medagliere
| Pos.   | Nazione  | Oro | Argento | Bronzo | Totale |
| ------ | -------- | --- | ------- | ------ | ------ |
| 1      | Germania | 3   | 1       | 1      | 5      |
| 2      | Austria  | 1   | 1       | 0      | 2      |
| 3      | Russia   | 0   | 1       | 2      | 3      |
| 4      | Italia   | 0   | 1       | 1      | 2      |
| Totale | Totale   | 4   | 4       | 4      | 12     |